# Исабекова, Макпал Абдыманаповна
Макпа́л Абдымана́повна Исабе́кова (каз. Мақпал Исабекова) (21 февраля 1984 года, Панфилов, Казахская ССР, СССР) — казахстанская эстрадная певица. Обрела популярность как участница проекта «SuperStar KZ», актриса, телеведущая, лауреат платиновой премии Казахстана «Тарлан» (2004).
Окончила финансово-экономический факультет Казахского национального педагогического университета имени Абая в 2006 году, эстрадный факультет ГИТИСа в 2013 году.

## Биография
Родилась 21 февраля 1984 года в Жаркенте, Алматинская область, Казахская ССР. Отец Макпал — Абдыманап Исабеков, художник, казах по национальности, происходит из рода Албан Старшего жуза. Мать — Бибинур Сейдаханова, психолог, уйгурка по национальности. В семье трое детей, из которых Макпал — младшая.
В 2003 году когда начался телевизионный проект «SuperStar KZ» (лицензионный аналог британского «Pop Idol»), Макпал приняла участие в отборе и с лёгкостью вошла в число финальных 12 конкурсантов, но выбыла в седьмом раунде в январе 2004 года. После этого она занялась своей музыкальной карьерой, с помощью музыкального продюсера Эрика Тастамбекова. В 2004 году была удостоена приза зрительских симпатий сотрудников Казкоммерцбанка — Генерального спонсора проекта «SuperStar KZ». Призом стала бесплатная путевка на Олимпийские игры в Грецию Свое первое видео на песню «Была ли любовь» снимала в Турции, в Стамбуле..
В 2005 год Макпал переживает последовательный подъём своей карьеры — она снимается в Москве в видео своего сценического партнера Бреусова «Сердце, скажи», который осенью 2005 попадает в жесткую ротацию российского «Муз ТВ». Также сняты клипы на песни «Кто остановит дождь?» (предполагаемая дата релиза — январь 2006), «Аяла» (в ротации с сентября 2005), «О тебе» (предполагаемая дата релиза — 2006 г.), «Мен жайлы» (предполагаемая дата релиза — ноябрь 2005)..
Вскоре вышедший дебютный альбом («Первый поцелуй», 2005) был успешным в Казахстане. Участие на ежегодном музыкальном фестивале «Новая волна 2005», проводящемся в Юрмале (Латвия) принесло Исабековой известность и за пределами страны. Несмотря на то, что экспертное жюри присудило ей по итогам трёх дней только девятое место, она получила Приз зрительских симпатий (Золотое кольцо с крупным бриллиантом дизайна Стефана Ричи)  (недоступная ссылка) и была принята на Родине с большим энтузиазмом и получила премию «Алтын Адам» на фестивале «Выбор Года» в городе Алма-Ате.
2006 год — независимая премия меценатов Казахстана «Тарлан» в музыкальной категории «Новое имя — надежда». В 2007 году по версии мужского журнала «Esquire Казахстан» стала «Певицей года»  (недоступная ссылка). В 2008 году работала с известным российским продюсером Домиником Джокером (хит «Бесконечность» — приз «Музыкальная фишка») . В начале 2009 года работала в Москве с солистом «Руки вверх!» Сергеем Жуковым (проект MAKI, хит «Мне не больно») . Весной 2009 года Макпал стала лицом Sunsilk.
28 мая 2009 года во Дворце Республики города Алматы состоялся сольный концерт Макпал Исабековой.
В 2014 году певица сыграла главную роль в фильме «Загнанная» в жанре драма-экшн режиссёра Сапара Толегена более известный, как клипмейкер. Для этой роли Макпал много репетировала, больше года занималась с тренером боксом, тэквондо и джиу-джитсу. Фильм снят при поддержке организации «ООН женщины». Макпал снялась в картине абсолютно бесплатно, оказав тем самым поддержку режиссёру-дебютанту. Съемки фильма проходили в трех городах Казахстана: Астане, Актобе и Шымкенте,,.
В 2015 году Макпал сыграла одну из женских ролей в сериале под названием «Казына». Съемки проходили в Мангыстау.
На IV Евразийской музыкальной премии телеканала MUZZONE EMA-2015,в номинации «Лучший дуэт» победителями стали Дильназ Ахмадиева и Макпал Исабекова,. В марте того же года, стала официальным лицом новой линии женской одежды сети магазинов SeoulSound в Алматы..
В 2016 году стала одним из наставников I Национального детского песенного конкурса «Бала дауысы». В сентябре 2016 года была приглашена на дубляж анимационного фильма «Моана» от Disney на казахском языке, с другими известными звездами Казахстана.

## Личная жизнь
Замужем, двое детей - сын-Теодор (2022) и дочь Илая (2024), личность супруга знаменитость тщательно скрывает от общественности.

## Дискография
- «Первый поцелуй», 2005.
- «Мен жайлы» (Обо мне), 2008 .
- «Улетаю», 2009.[7]